# 8759 Порцана
8759 Порцана (8759 Porzana) — астероїд головного поясу, відкритий 17 жовтня 1960 року.
Тіссеранів параметр щодо Юпітера — 3,316.